# Isser Zalman Meltzer
Pour les articles homonymes, voir Meltzer.
Isser Zalman Meltzer (le Even HaHezel) (1er mars 1870, Mir, aujourd'hui en Biélorussie-17 novembre 1953, Jérusalem, Israël) est un rabbin orthodoxe lituanien, Rosh Yeshiva et Posseq. Son influence et celle de ses disciples sur le judaïsme orthodoxe est importante.

## Éléments biographiques
Isser Zalman Meltzer est né le 1er mars 1870, à Mir, aujourd'hui en Biélorussie. Il est le fils du rabbin Baruch Peretz Eisenstadt (Meltzer) et de Miriam Raizel Eisenstadt (Meltzer).

## Yechiva de Mir
À l'âge de 10 ans, il étudie avec le rabbin de Mir, Yom Tov Lipman Baslavsky et à la yechiva de Mir.

## Yechiva de Volozhin
À l'âge de 14 ans, en 1884, il commence ses études à la yechiva de Volojine dirigée par le rabbin Naftali Zvi Yehuda Berlin, le Netziv, et le rabbin Chaim Soloveitchik, aussi connu comme Reb Haïm de Brisk, (1853-1918).

## Yechiva de Slobodka
Isser Zalman Meltzer devient en 1894 un Maggid Shiur à la Yechiva de Slobodka, dans la banlieue de Kovno (Kaunas), où il reste jusqu'en 1897. Il va alors à Sloutsk (en Biélorussie) pour diriger la yechiva de Sloutsk fondée par le rabbin Yaakov Dovid Wilovsky (Ridvaz).

## Jérusalem

### Famille
Isser Zalman Meltzer a une sœur Fruma Rivka Galmovsky.
Il épouse Baila Hinda Meltzer. Ils ont 4 enfants : Shraga Feivel Meltzer (né le 1er janvier 1897), Chana Perl Kotler (l'épouse de Aharon Kotler), Zvi Yehuda Meltzer et Sara Ben Menachem.

## Élèves connus de Isser Zalman Melzer
- Shlomo Zalman Auerbach
- Moshe Feinstein
- Shlomo Goren
- Yosef Eliyahu Henkin
- Aharon Kotler
- Moshe Aaron Poleyeff
- Moshe Yom Tov Wachtfogel, le père de Nosson Meir Wachtfogel
- Elazar Shach